# Acciaio super rapido

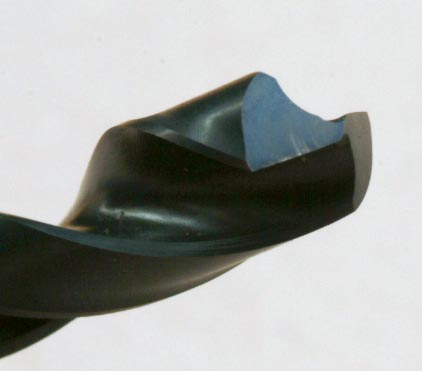
Una punta da trapano in HSS

L'acciaio super rapido, conosciuto con la sigla HSS (high speed steel) è un materiale molto usato nella fabbricazione di utensili per la lavorazione dei metalli (frese e utensili per il tornio, punte da trapano, dischi per il taglio di pezzi in metalli, ecc.). Le proprietà di taglio degli utensili in HSS sono nettamente superiori a quelli in acciaio al carbonio, inoltre può lavorare a temperature più alte senza perdere le proprietà di taglio.
Si differenzia dai cosiddetti "acciai rapidi" per la presenza di cobalto nella lega, assente in questi ultimi. Proprio per la presenza di tale alligante, gli acciai super rapidi non possono venire impiegati per utensili sottoposti a urti ripetuti, in quanto troppo fragili.
Sostituisce gli acciai temprati, usati in precedenza, ma meno resistenti all'usura.
Deve la sua elevata durezza, insieme agli acciai rapidi, non solo alla tempra martensitica, ma anche al cosiddetto fenomeno della durezza secondaria conseguente ad una tempra di soluzione.